# El show de Brak
El Show de Brak es una serie animada que es un spin-off de la serie El Fantasma del Espacio de Costa a Costa. Se emite por el bloque Adult Swim de Cartoon Network. En Latinoamérica se movió el Bloque Adult Swim al Canal I-Sat.

Esta serie recurre al uso de personajes tanto de la serie ya mencionada como de Cartoon Planet, los cuales a su vez usaron imágenes de la serie de Hanna-Barbera El Fantasma del Espacio. La serie fue producida por el estudio Williams Street, también responsable de series como Laboratorio Submarino 2021 y Aqua Teen Hunger Force.

## Historia
El protagonista de la serie es un villano del Fantasma del Espacio llamado Brak, y la serie trata sobre su vida suburbana junto a su madre alienígena y su padre cubano.
Inicialmente la serie hacía una parodia de una Sitcom, pero con el transcurso de los episodios esta intención ya no se presenta, haciendo que la serie se parezca a su serie hermana Aqua Teen Hunger Force en el sentido de que se caracteriza como una serie extraña. La serie se caracteriza por su cruda animación y su extraño sentido del humor.
Esta serie hace parodia de los villanos de las caricaturas y cuenta con una serie de personajes especiales como su vecino robótico y Zorak; el enemigo número 1 del fantasma del espacio.

## Personajes
- Brak  El personaje central de la serie. Es un extraterrestre que parece ser la mezcla de gato con perro, no se sabe lo que es con exactitud. Normalmente en los episodios su personalidad es muy dulce pero algo tonta, aunque a veces muestra su lado oscuro y siniestro, en los primeros episodios, se ponía a cantar siempre una canción.
- Papá  Es el padre de Brak. Es un tipo de pequeña estatura, siempre vistiendo camisa, remera roja y pantalones azules. Aparentemente no aporta nada al hogar, ya que su mujer en algunas ocasiones ha mencionado que lleva 20 años sin trabajar. Siempre en cada episodio le da un consejo a brak
- Mamá   Es la madre de Brak. Muy parecida a su hijo. Es la más responsable de la familia y siempre se preocupa por el futuro de Brak.
- Zorak Jones Es el amigo abusivo de Brak. Es una mantis espacial a la que le gusta golpear a los inocentes. Le gusta la sangre y la violencia debido a que era el enemigo del Fantasma del Espacio y aparentemente tiene más de 40 años.

Zorak compuso una canción para el show:
Cabeza y trasero se te caerán.
Y si no entiendes lo que digo, 
abre la puerta idiota que es zorak 
- Trueno  Es el vecino de Brak. Es un Robot de Batalla equipado con ametralladoras en sus brazos y piernas cohete para ataques aéreos; que fue exiliado debido a que ya "no hay" guerra que pelear.
- Clarence Es el compañero de clases de Brak. Es un joven muy animado en vivir cosas con su mejor (único) amigo: Brak.Ha aparecido en los últimos episodios, siendo matado al final, o golpeado por zorak
- Sisto Es el hermano menor de brak. Es igual a Brak nada más que él tiene un traje de color rojo y casi no sale en los episodios de Brak.

## Doblaje
| Personaje            | Actor original                                       | Actor de doblaje Latinoamérica     |
| -------------------- | ---------------------------------------------------- | ---------------------------------- |
| Brak                 | Andy Merrill                                         | Héctor Indriago                    |
| Clarence             | Andy Merrill                                         | Eder La Barrera                    |
| Zorak                | C. Martin Croker                                     | Armando Volcanes                   |
| Papá                 | George Lowe                                          | Ledner Belisario                   |
| Fantasma del Espacio | George Lowe                                          | Juan Guzmán                        |
| Mamá                 | Marsha Crenshaw (Ep. 1-13) Joanna Daniel (Ep. 14-27) | Soraya Camero Elena Díaz Toledo    |
| Trueno               | Carey Means                                          | Guillermo Martínez                 |
| Voces Adicionales    | ¿?                                                   | Héctor Isturde Rolman Bastidas     |
| Estudio de Doblaje   | ¿?                                                   | Etcétera Group; Caracas, Venezuela |
| Director de Doblaje  | ¿?                                                   | ¿?                                 |
| Traductor/Adaptador  | N/A                                                  | ¿?                                 |

## Curiosidades
- En algunos episodios aparece una versión pequeña de Brak, con traje rojo, que es Sisto el hermano menor de Brak, y no habla solo se tira un gas, al final en un capítulo es llevado con unos extraterrestres y se lo comen.
- En tres episodios aparece el Fantasma del Espacio.
- En algunos episodios, cuando Brak se encuentra paseando en la calle, aparece Albóndiga de Aqua Teen Hunger Force, paseando en una moto amarilla.
- En la habitación de Brak hay un tablero en la pared con un póster de la serie Dos perros tontos.
- Según el creador, había dicho que se estaba haciendo una película, pero esta fue cancelada por motivos desconocidos. En la película, se mostraba al verdadero padre de Brak, a su hermana perdida y porqué lo abandonó.

## Lista de episodios de El Show de Brak
Primera temporada
- 01 Dejaselo a Brak
- 02 La guerra de al lado
- 03 La máquina del tiempo
- 04 Hipopótamo
- 05 Cocoroco
- 06 Mobab
- 07 Fecha de vencimiento
- 08 Psicoklagoma
- 09 El ojo

Segunda temporada 
- 10 Papi
- 11 El bravucon
- 12 Mamá ¿moviste mi silla?
- 13 Papá presidente
- 14 Pimienta
- 15 El nuevo Brak
- 16 Enemistad
- 17 Fugitivo
- 18 Brak callejero
- 19 La cena
- 20 Esquiemos en paz

Tercera temporada 
- 21 El príncipe del espacio
- 22 Coma
- 23  Sombras de calor
- 24 Joroba
- 25 ploft mortal
- 26 El nuevo sexy show de Brak
- 27 Todo lo que te deseo
- 28 Cardburkey

- 29 Space Adventure (webisodio)